# Марк Туллій Декула
Марк Туллій Декула (лат. Marcus Tullius Decula; ? — після 81 до н. е.) — політичний, державний та військовий діяч часів Римської республіки, консул 81 року до н. е.

## Життєпис
Походив з роду Тулліїв. Син Марка Туллія, монетарія 94 року до н. е. Про молоді роки відомо замало. Під час громадянської війни між Гаєм Марієм та Луцієм Корнелієм Суллою підтримав останнього. У 84 році до н. е. став претором. У 81 році до н. е. його обрано консулом разом з Гней Корнелій Долабеллою. Про подальшу долю немає відомостей.